# Vraceanski Balkan (sit SPA)
Vraceanski Balkan este o arie protejată (arie de protecție specială avifaunistică — SPA) din Bulgaria întinsă pe o suprafață de 30.879,74 ha, integral pe uscat.

## Localizare
Centrul sitului Vraceanski Balkan este situat la coordonatele 43°10′25″N 23°27′58″E / 43.173611°N 23.466111°E.

## Înființare
Situl Vraceanski Balkan a fost declarat arie de protecție specială avifaunistică în martie 2007 pentru a proteja 48 de specii de animale.

## Biodiversitate
Situată în ecoregiunile alpină și continentală, aria protejată nu include niciun habitat protejat.
La baza desemnării sitului se află mai multe specii protejate de  păsări (48): uliu păsărar (Accipiter nisus), fluierar de munte (Actitis hypoleucos), pescăruș albastru (Alcedo atthis), potârnichea de stâncă (Alectoris graeca graeca), rață mare (Anas platyrhynchos), rață cârâitoare (Anas querquedula), acvilă de munte (Aquila chrysaetos), acvilă țipătoare mică (Aquila pomarina), buha (Bubo bubo), șorecarul comun (Buteo buteo), șorecar mare (Buteo rufinus), ciocârlie-cu-degete-scurte (Calandrella brachydactyla), caprimulg (Caprimulgus europaeus), barză albă (Ciconia ciconia), barză neagră (Ciconia nigra), șerpar (Circaetus gallicus), erete de stuf (Circus aeruginosus), erete alb (Circus macrourus), erete cenușiu (Circus pygargus), dumbrăveancă (Coracias garrulus), cristeiul de câmp (Crex crex), ciocănitoare cu spate alb (Dendrocopos leucotos), ciocănitoarea de stejar (Dendrocopos medius), ciocănitoare de grădină (Dendrocopos syriacus), ciocănitoare neagră (Dryocopus martius), egretă albă (Egretta alba), egretă mică (Egretta garzetta), presură de grădină (Emberiza hortulana), șoim dunărean (Falco cherrug), șoim călător (Falco peregrinus), șoimul rândunelelor (Falco subbuteo), vânturel roșu (Falco tinnunculus), Ficedula semitorquata, lișiță (Fulica atra), vulturul pleșuv sur (Gyps fulvus), acvilă pitică (Hieraaetus pennatus), sfrâncioc roșiatic (Lanius collurio), sfrânciocul cu frunte neagră (Lanius minor), ciocârlie de pădure (Lullula arborea), ciocârlie de bărăgan (Melanocorypha calandra), prigoare (Merops apiaster), gaia neagră (Milvus migrans), vultur egiptean (Neophron percnopterus), viespar (Pernis apivorus), ciocănitoare verzuie (Picus canus), huhurezul mic (Strix uralensis), silvie porumbacă (Sylvia nisoria), fluierar de mlaștină (Tringa glareola)
Pe lângă speciile protejate, pe teritoriul sitului au mai fost identificate 26 de specii de păsări.